# Природни резерват Лепенски Вир
Природни резерват Лепенски Вир jе локалитет у режиму заштите I степена, површине 46,81ha.
Лепенски Вир је први локалитет у Србији на којем су откривене и описане реликтне врсте и заједнице копривића и ораха (познате као Celtro-Juglandetum Jov. 1967). Осим ове, срећу се и заједнице храстова и грабића са јоргованом и другим врстама (Carpino orientalis-Quercetum-mixtum), полидоминатна заједница ораха, копривића и других врста у варијанти са јоргованом (Celto-Junglandetum syrengetosum), жбунасте заједнице јоргована и руја (Cotino-Syringetum) и заједнице храстова сладуна и цера (Quercetum frainetto-cerris).